# Список історичних столиць Угорщини

## Середні віки
- Естергом з 1000 по 1256[1][2].
- Секешфегервар іноді поперемінно з Естергомом змагався за звання столиці.
- Буда, з 1256[3] по 1315,[4] з 1408 по 1485 а також з 1490 по 1536 (1541).
- Темешвар (тепер Тімішоара), 1315—1323[4].
- Вишеград, з 1323 по 1408[4].
- Відень, з 1485[5] по 1490, після того як Матяш Корвін захопив нижню Австрію та переніс свій трон до Відня.

## Сучасна епоха

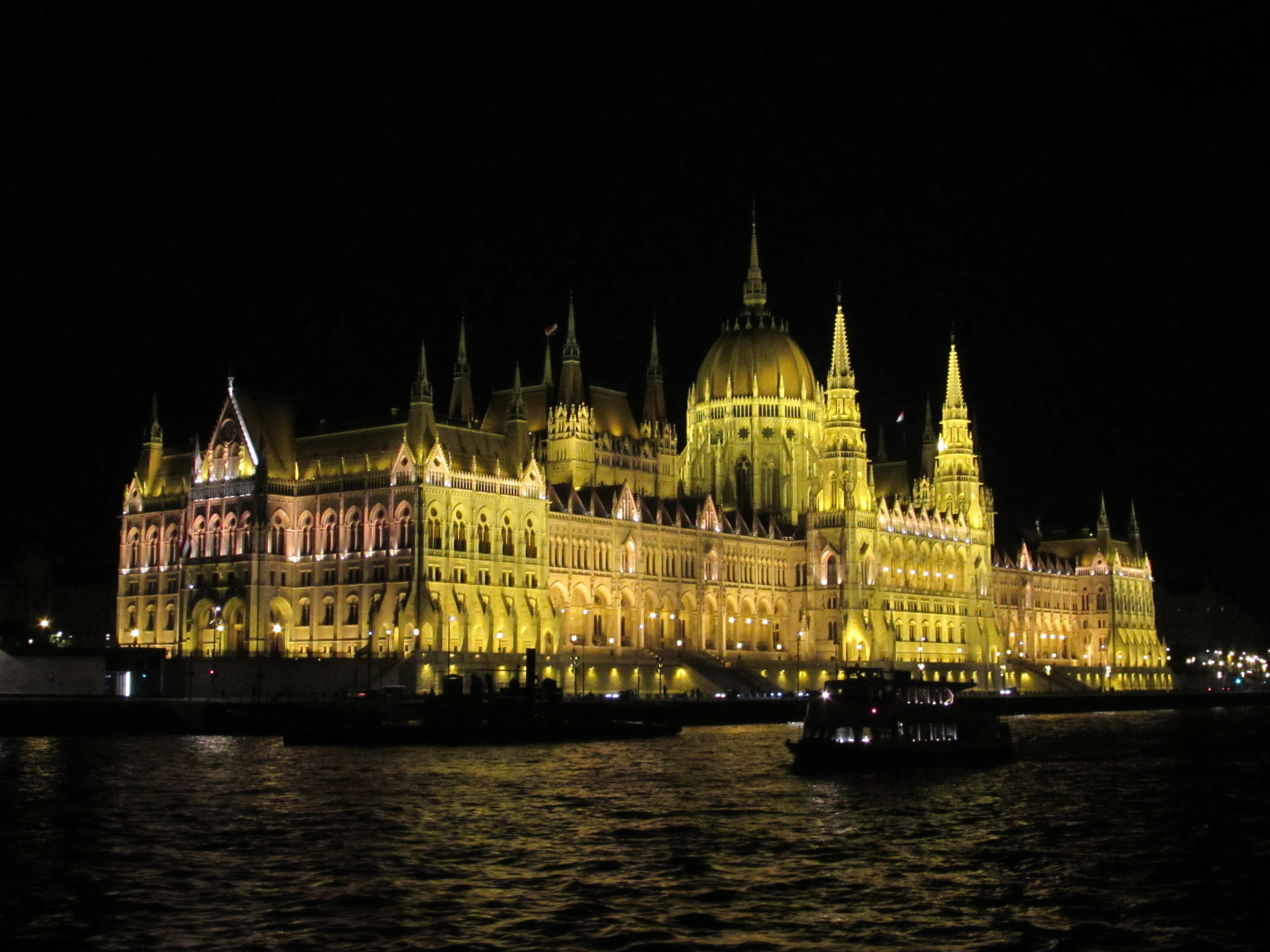
Будівля угорського парламенту, Будапешт

- Братислава з 1536[6] по 1784 (в зв'язку з Османською окупацією).
- Ліпова, з 1541 по 1542, на короткий час — столиця Східноугорського королівства[7][8].
- Алба-Юлія, з 1542 по 1570, королівська резиденція та столиця Східноугорського королівства (пізніше центр Трансильванського князівства).
- Буда з 1784 по 1873[9].
- Дебрецен — двічі, в 1849 та в 1944[10] (під час Угорської революції 1848 р., та в кінці Другої світової війни).
- Будапешт (включно з Будою) з 1873[11]– по теперішній час.

## Столиці Паннонії
Слід зазначити, що Римські провінції які знаходилися на території сучасної Угорщини, зокрема Паннонія, мали інші столиці. Столицями Римської (Нижньої) Паннонії, розташованої на території теперішньої Угорщини були: Аквінкум (зараз Обуда), Саварія (зараз Сомбатгей) та Сопіана (теперішня Печ).